# East Leake
East Leake är en ort och civil parish i Storbritannien.   Den ligger i grevskapet Nottinghamshire och riksdelen England, i den södra delen av landet, 160 km norr om huvudstaden London. East Leake ligger 52 meter över havet och antalet invånare är 6 244.
Terrängen runt East Leake är platt. Runt East Leake är det tätbefolkat, med 570 invånare per kvadratkilometer. Närmaste större samhälle är Nottingham, 13,9 km norr om East Leake. Trakten runt East Leake består till största delen av jordbruksmark.